# Death Valley (Fernsehserie)
Death Valley ist eine US-amerikanische Mockumentary, in der übernatürliche Gestalten im Mittelpunkt stehen. Die Serie begleitet Mitglieder der LAPD-Elite-Einheit Undead Task Force (UTF) bei ihrem täglichen Kampf gegen Zombies, Vampire und Werwölfe im San Fernando Valley. Die Serie wurde nach der ersten Staffel eingestellt.

## Handlung
Das Los Angeles Police Department (LAPD) gründet ein Jahr nach dem Erscheinen mysteriöser Gestalten im kalifornischen San Fernando Valley eine Spezialeinheit namens Undead Task Force (UTF), mit dem Ziel, Vampire, Werwölfe und Zombies zu bekämpfen. Die wagemutige Arbeit der UTF wird dabei von einem Kamerateam des Channel 5 dokumentiert, das die Einsätze der Einheit begleitet.

## Ausstrahlung
In den USA wurde die zwölfteilige erste Staffel ab dem 29. August 2011 auf MTV ausgestrahlt. Der deutsche MTV Ableger begann am 29. Januar 2012 mit der Erstausstrahlung der ersten Staffel – in Originalsprache mit deutschen Untertiteln. Die Ausstrahlung beim frei empfangbaren VIVA begann am 15. März 2012.

## Episodenliste
| Nr. | Deutscher Titel       | Originaltitel                  | Erstausstrahlung USA | Deutschsprachige Erstausstrahlung (D) |
| --- | --------------------- | ------------------------------ | -------------------- | ------------------------------------- |
| 1   | Die Death Valley Cops | Pilot                          | 29. Aug. 2011        | 15. März 2012                         |
| 2   | Ohne Ausweg           | Help Us Help You               | 5. Sep. 2011         | 22. März 2012                         |
| 3   | Die Blutmobile        | Blood Vessels                  | 12. Sep. 2011        | 29. März 2012                         |
| 4   | Vollmond              | Two Girls, One Cop             | 19. Sep. 2011        | 5. Apr. 2012                          |
| 5   | Zombiekämpfe          | Zombie Fights                  | 26. Sep. 2011        | 12. Apr. 2012                         |
| 6   | Neue Vorschriften     | Hottest Day Of The Year        | 3. Okt. 2011         | 19. Apr. 2012                         |
| 7   | Carlas Geburtstag     | Who, What, When, Werewolf…Why? | 17. Okt. 2011        | 26. Apr. 2012                         |
| 8   | Untote Nutten         | Undead Hookers                 | 24. Okt. 2011        | 3. Mai 2012                           |
| 9   | Tick Tick Bumm        | Tick…Tick…BOOM!                | 31. Okt. 2011        | 10. Mai 2012                          |
| 10  | Angriff auf die Wache | Assault on Precinct UTF        | 7. Nov. 2011         | 17. Mai 2012                          |
| 11  | Der Verräter          | Partners                       | 14. Nov. 2011        | 24. Mai 2012                          |
| 12  | Waffenstillstand      | Peace in the Valley            | 21. Nov. 2011        | 31. Mai 2012                          |